# Майкл Морріс

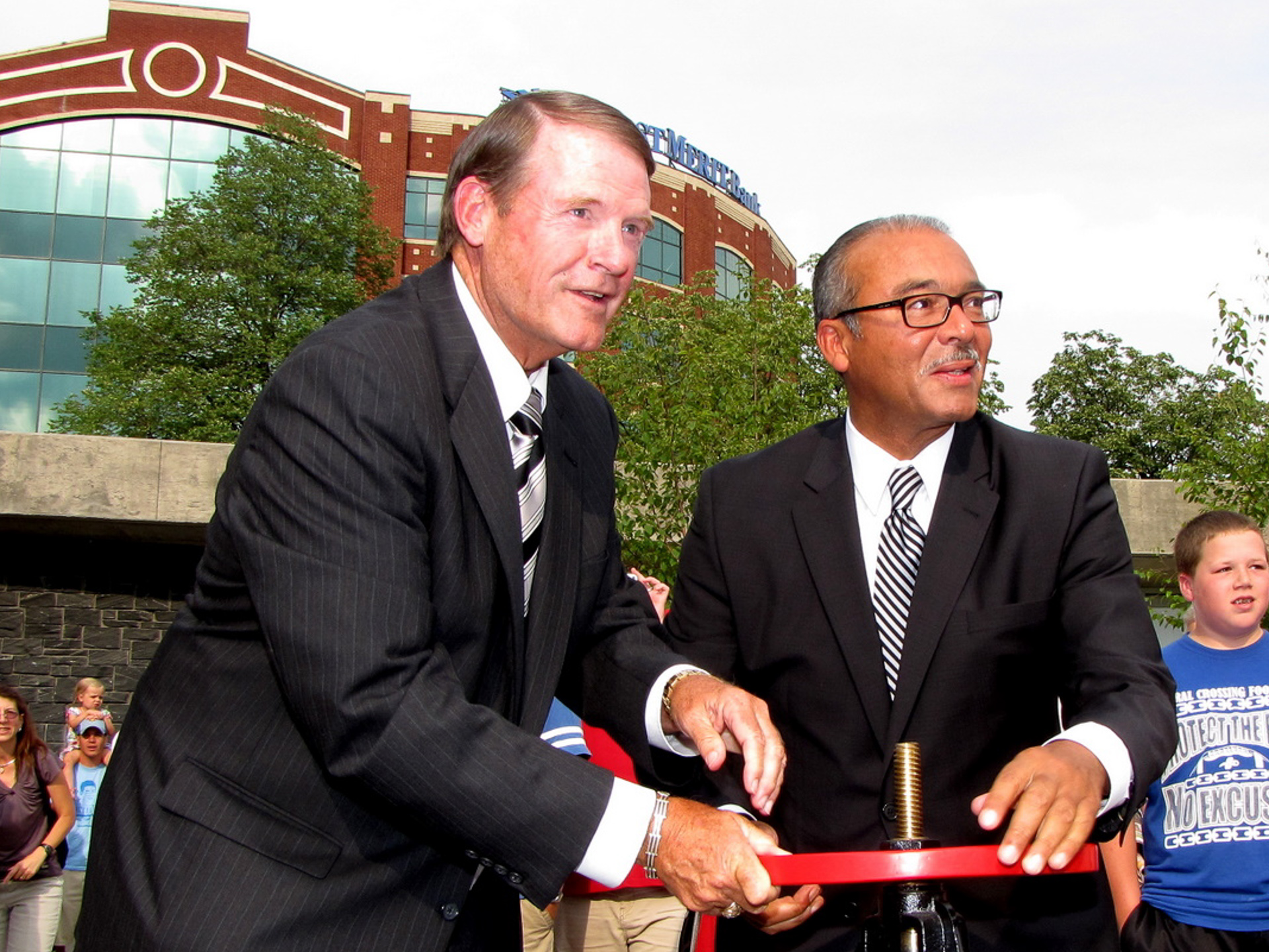
Майкл Морріс (ліворуч) і мер міста Колумбус (Огайо) Майкл Б. Коулман (праворуч) перерізають стрічку під час урочистого відкриття нових АЕП фонтану на відкритті парку Двохсотріччя в Колумбусі 7 липня 2011 року.

Михайло Георгійович Морріс (народився в 1947 році в місті Фремонт, штат Огайо) — президент, головний виконавчий директор і директор представництва американської компанії Electric Power, в м. Колумбус, штат Огайо — одного з найбільших виробників електроенергії в США (з 2004 по листопад 2011 рр.) Потім працював директором  до 2013 року. Станом на листопад 2015 року він був членом Ради директорів Алкоа.

## Навчання
М.Морріс здобув ступінь бакалавра і ступінь магістра з біології у Східно-мічиганському університеті. Потім він здобув ступінь юриспруденції в юридичному коледжі Детройта.

## Трудова діяльність
Першими головними керівними посадами М.Морріса була робота виконавчим віцепрезидентом з маркетингу, транспортування та постачання газу, що належить компанії Considers Energy в місті Джексон (штат Мічиган) та президентом Colorado Interstate Gas Company (міждержавної газової компанії в Колорадо).

### Заснування фірм
М.Морріс також заснував і працював президентом збірної компанії ANR, однієї з перших маркетингових компаній в Сполучених Штатах Америки.

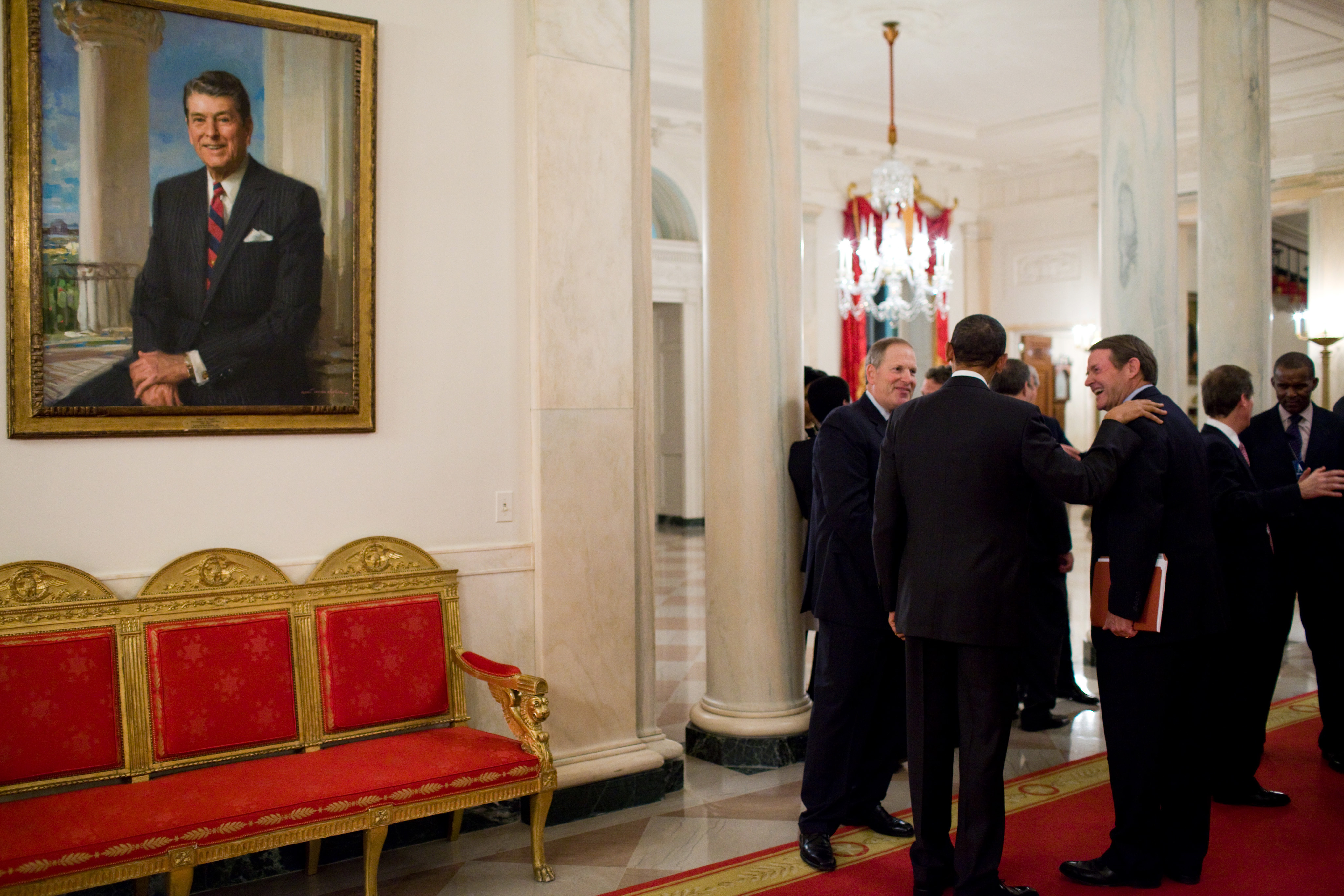
Президент США Барак Обама розмовляє з Майклом Дж. Моррісом (праворуч) з американської електроенергетичної компанії та Девідом Коутом з Honeywell International Inc. в залі Білого дому перед обідом з керівниками 24 лютого 2010 року.

З 1997 року до прийняття головуванням в АЕП М. Морріс обіймав посаду голови, президента і головного виконавчого директора компанії Гартфорд в штаті Коннектикут Northeast Utilities - найбільшої комунальної система в Новій Англії..
М.Морріс також служив в радах кількох великих корпорацій і урядових консультативних груп. Він також служив на Раді піклувальників Східно-Мічиганського університету з 1997 по 2004 рік.

## Доходи
У той час як генеральний директор American Electric Power у 2009 році, Майкл Дж. Морріс заробив загалом 7 029 788 доларів США, включаючи заробітну плату в розмірі 1 254 808 доларів США, акції на суму 5 225 750 дол США, а також 572 230 дол. США інших компенсацій.